# Pierre Grimal
Pierre Grimal (Parijs, 21 november 1912 - aldaar, 11 oktober 1996) was een Frans oudhistoricus en latinist. Gepassioneerd door de Romeinse beschaving, deed hij veel ter bevordering van het cultureel erfgoed van het oude Rome, zowel voor specialisten als voor het grote publiek. Hij was gehuwd met schrijfster Claude-Edmonde Magny, wier echte naam Edmonde Vinel was.

## Biografie
Toegelaten tot de École normale supérieure in 1933, waar hij zijn aggregaat voor klassieke talen in 1935 behaalde. Hij was lid van de École française de Rome (1935-1937), en werd vervolgens leerkracht Latijn aan het lyceum van Rennes. Daarna zou hij dertig jaar lang als professor Latijnse taal en cultuur en als hoogleraar Latijnse taal en beschaving aan de faculteiten van Caen, Bordeaux, en ten slotte de Sorbonne zijn verbonden.
Hij publiceerde studies over de Romeinse beschaving, waaronder vele boeken gepubliceerd in de populariserende reeks "Que sais-je", vertalingen van de Latijnse klassieken (Cicero, Seneca, Tacitus, Plautus, Terentius). Tijdens zijn pensioen, publiceerde hij ook biografieën en geromantiseerde historische fictie (Mémoires de T. Pomponius Atticus, Mémoires d' Agrippine, Le procès de Néron), die meer voor het grote publiek waren bestemd.
Aan het eind van zijn leven, voerde hij campagne voor het behoud van de geesteswetenschappen in het secundair onderwijs.

## Publicaties
Al de hierna vermeldde werken zijn uitgegeven in Parijs:
- Dictionnaire de la mythologie grecque et romaine, gepubliceerd bij de PUF, 1951, 5e heruitgave in 1976
- Romans grecs et latins, Bibliothèque de la Pléiade, 1958
- Le siècle des Scipions, Rome et l’Hellénisme au temps des guerres puniques, Aubier, 2e uitgave 1975
- La littérature latine, PUF Que sais-je n° 376, 1965
- La mythologie grecque, PUF Que sais-je n° 582, 9e uitgave in 1978
- L’art des jardins, PUF Que sais-je n° 618, 3e uitgave 1974
- Les villes romaines, PUF Que sais-je n° 657, 1e uitgave 1954, 7e heruitgave in 1990
- Le siècle d’Auguste, PUF Que sais-je n° 676, 1965
- Dans les pas des césars, Hachette, 1955
- Horace, Éditions du Seuil, 1955
- A la recherche de l'Italie antique, Hachette, 1961. Nederlandse vertaling: Het klassieke Italië : een archeologische speurtocht (Aula ; 152), Utrecht: Het Spectrum, 1964.
- La civilisation romaine, Arthaud, 4e uitgave in 1970
- Italie retrouvée, PUF, 1979
- Nous partons pour Rome, PUF, 3e uitgave 1977
- L’amour à Rome, Les Belles Lettres, 1979
- Mythologies, Larousse, 1964
- Histoire mondiale de la femme, Nouvelle Librairie de France, 1965
- Etude de chronologie cicéronienne, Les Belles Lettres, 1977
- Essai sur l’art poétique d’Horace, Paris SEDES, 1968
- Le guide de l’étudiant latiniste, PUF, 1971
- Les mémoires de T. Pomponius Atticus, Les Belles Lettres, 1976, ISBN 2251334025
- La guerre civile de Pétrone, dans ses rapports avec la Pharsale, Les Belles Lettres, 1977
- Le Lyrisme à Rome, PUF, 1978
- Sénèque, ou la conscience de l’Empire, Les Belles Lettres, 1978
- Le théâtre antique, PUF Que sais-je n° 1732, 1978
- Le Quercy de Pierre Grimal, Arthaud, 1978
- Sénèque, PUF Que sais-je n° 1950, 1981
- Jérôme Carcopino, un historien au service de l’humanisme (samen met Cl. Carcopino en P. Oubliac), Les Belles Lettres, 1981
- Rome, les siècles et les jours, Arthaud, 1982
- Virgile ou la seconde naissance de Rome, Arthaud, 1985
- Rome, la littérature et l'histoire[1], École française de Rome, 1986
- Cicéron, Fayard, 1986
- Les erreurs de la liberté, Les Belles Lettres, 1989
- Tacite, Fayard, 1990
- Marc Aurèle
- Les mémoires d’Agrippine, éditions De Fallois, 1992
- Le procès de Néron, éditions De Fallois
- Petite histoire de la mythologie et des dieux, éditions Fernand Nathan, 1954
- Rome et l’Amour, Robert Laffont, 2007, ISBN 9782221106297, verzameling van verschillende eerder verschenen teksten, artikels en conferenties, en de heruitgave van:
  - Matrona, Les Belles Lettres, 1985
  - L'art des jardins, , Que sais-je, 1974
  - Mémoire de T. Pomponius Atticus, Les Belles Lettres, 1976